# Vlassenbroekbrug
De Vlassenbroekbrug is een liggerbrug over de Schelde in de Belgische stad Dendermonde. De brug is een deel van de N41 en ligt iets stroomopwaarts van het dorpje Vlassenbroek.
De twee van mekaar onafhankelijke brughelften hebben elk een lengte van ruim 252 m en bestaan elk uit vijf overspanningen met een grootste overspanning van 96,6 m over de Schelde; alleen de afwaartse brughelft is in dienst en draagt het verkeer in de beide rijrichtingen.
Een beetje stroomopwaarts ligt de Dendermondebrug.
Westerscheldetunnel (weg) · Antigoontunnel (spoor) · Liefkenshoektunnel (weg) · Oosterweeltunnel (Lange Wapperbrug†) (weg/fiets) · Waaslandtunnel (weg) · Brabotunnel (premetro) · Sint-Annatunnel (voet/fiets) · Kennedytunnel (weg/fiets/spoor) · Scheldebrug (Antwerpen) (fiets/voet) · Temsebrug (weg + spoor) · Vlassenbroekbrug (weg) · Dendermondebrug (weg + spoor) · Schoonaardebrug (weg) · Uitbergenbrug (weg) · Scheldefietsbrug (Wetteren) · Wetterenbrug (weg) · Mellebrug (weg)